# Trimble County
Trimble County is een county in de Amerikaanse staat Kentucky.
De county heeft een landoppervlakte van 386 km² en telt 8.125 inwoners (volkstelling 2000). De hoofdplaats is Bedford.